# Військове формування
Військо́ве формува́ння — створені відповідно до законодавства будь-якої держави сукупності військових об'єднань, з'єднань, частин, підрозділів та органів управління ними, які комплектуються військовослужбовцями, мають постійну чи тимчасову організацію, належить до сухопутних (наземних), морських, повітряних або спеціальних військ (сил) цієї держави, оснащені зброєю та бойовою технікою і призначені для оборони країни, захисту її суверенітету, державної незалежності і національних інтересів, територіальної цілісності і недоторканності у разі збройної агресії, збройного конфлікту чи загрози нападу шляхом безпосереднього ведення воєнних (бойових) дій.
З другої половини XX століття у військовій справі з'являється термін незаконне збройне формування або незаконно створене збройне формування. Цим терміном позначалися іррегулярні, партизанські, повстанські тощо військові формування, які вели бойові дії проти урядових військ.